# Автозаводский район (Тольятти)
Автозаво́дский райо́н (также известен как «Автоград», «Новый город», «Новик») — один из трёх районов города Тольятти.
Административно выделился в 1972 году. С 1992 года деятельностью района руководит назначаемый мэром глава администрации района.

## География
Район расположен на западе города. Граничит с Центральным районом города на востоке, а с запада и севера окружён Ставропольским районом Самарской области. На юге выходит на берег Волги (первый по течению реки).
Территориально разделён на 28 кварталов, ограниченных основными автодорогами, внутри каждого квартала обычно проходит бульвар.

## История
Район появился вместе с ВАЗом. Одновременно с подписанием постановления о строительстве завода (20 июля 1966) правительство страны приняло решение о создании нового жилого района. В марте 1967 года был забит первый колышек разметки под коммунальные сети Автограда, а 29 марта был вынут первый ковш земли — началось строительство жилого района, осуществлявшееся параллельно с возведением объектов автозавода. 31 октября 1967 года управлением «Жилстрой» был заложен фундамент первого дома в Автозаводском районе города Тольятти. Застройщиком многоквартирных домов серии II-49 и К-7 был «Первый домостроительный комбинат», которые после завершения строительства, были переданы на баланс в горсисполкома и в жилищно-коммунальное управление ЖКУ «ВАЗа».

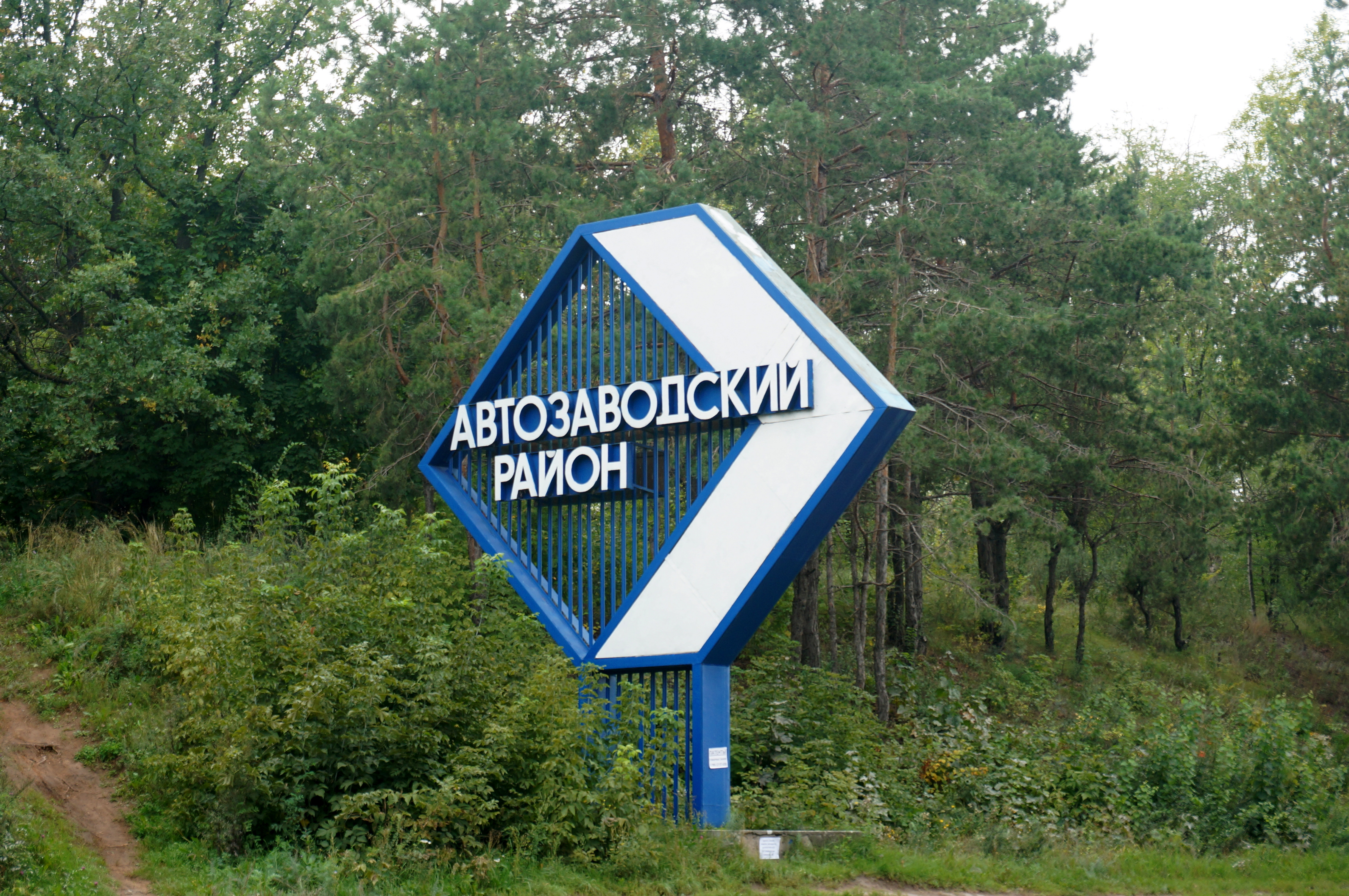
Знак на въезде в Автозаводский район

Строительство велось параллельным методом: жилые кварталы строились почти одновременно с их планированием. Новый район создавался «с нуля», и это позволяло учесть географические особенности местности. Например, улицы расположены под таким углом, что город хорошо продувается ветрами с Волги. Это один из факторов, улучшающих экологическую обстановку в районе. Архитекторы, будучи практически не ограниченными в масштабах стройки, спроектировали автодороги достаточно широкими по меркам 1960-х годов, чтобы они могли пропускать большое количество транспорта. При том, что концентрация автомобилей в Тольятти сегодня примерно такая же, как в Москве, проблема пробок здесь не столь актуальна, как в столице. Озеленение кварталов осуществлялось по научной системе, и были применены долговечные и хорошо очищающие воздух породы деревьев и кустарников.
14 апреля 1968 года бригада треста «Жилстрой-1» приступила к сооружению высотного дома. 7 января 1969 года под отделку был сдан первый жилой дом района «1-Д». 12 мая 1969 года первые жильцы заселились в дома Автозаводского района и в 1969 году в районе проживало уже 20 тыс. человек, а в 1970 году — 50 тысяч. 14 апреля 1972 года был зарегистрирован 100-тысячный житель. 1 сентября 1969 года в Автозаводском районе открылась первая школа на 2350 учащихся.
15-й и 16-й кварталы были построены по комсомольской программе ЦК ВЛКСМ «Молодёжный жилой комплекс» (МЖК).
Жилые комплексы «Лесная слобода» и «Дубрава» (17-а квартал) — напротив 17-го квартала у леса, были построены на территории бывшей ракетной военной части, которая базировалась там в 1965—1995 годах.
Район продолжает постепенно расширять границы. В 2008 году началось строительство жилого микрорайона «Лесной» и жилого комплекса «Белый город» (14-а квартал) — напротив 14-го квартала, новые дома строятся прямо рядом с лесом.

## Население
| Год  | Численность | Численность |
| ---- | ----------- | ----------- |
| 1971 | 47 273      |             |
| 1972 | 100 000     | [ 6 ]       |
| 1979 | 255 269     | [ 7 ]       |
| 1989 | 369 407     | [ 8 ]       |
| 2002 | 429 262     | [ 9 ]       |
| 2007 | 436 636     |             |
| 2010 | 442 007     | [ 10 ]      |
| 2012 | 441 889     | [ 11 ]      |
| 2013 | 441 373     | [ 12 ]      |
| 2014 | 440 650     | [ 13 ]      |
| 2015 | 441 559     | [ 14 ]      |
| 2016 | 436 103     | [ 15 ]      |
| 2017 | 434 747     | [ 16 ]      |
| 2018 | 433 159     | [ 17 ]      |
| 2019 | 430 214     | [ 18 ]      |
| 2020 | 429 154     | [ 19 ]      |
| 2021 | 422 099     | [ 2 ]       |

Автозаводский район является крупнейшим в Поволжье районом города.

### Национальный состав населения
По данным Всероссийской переписи населения 2010 года:
- Численность населения — 442 тыс. 007 чел.
- Указавшие национальность — 426 тыс. 643 чел.
- Русские — 364 тыс. 854 чел. (82.54 % от всего населения Автозаводского района, или 85,51 % — от указавших национальную принадлежность)
- Татары — 19 тыс. 787 чел. (4.48 %)
- Украинцы — 9 тыс. 799 чел. (2.21 %)
- Мордва — 8 тыс. 420 чел. (1.9 %)
- Чуваши — 7 тыс. 867 чел. (1.78 %)
- Азербайджанцы — 3 тыс. 104 чел. (0.7 %)
- Белорусы — 1 тыс. 887 чел. (0.43 %)
- Армяне — 1 тыс. 586 чел. (0.36 %)
- Немцы — 1 тыс. 273 чел. (0.29 %)
- Узбеки — 1 тыс. 257 чел. (0.28 %)

## Центральные улицы
- Проспект Степана Разина (Тольятти)
- Улица Революционная (Тольятти)
- Улица 40 лет Победы (Тольятти)
- Юбилейная улица (Тольятти)

## Достопримечательности и учреждения района
| - АвтоВАЗ - Преображенский соборный комплекс - GM-АвтоВАЗ - ТЭЦ Волжского автозавода - Телефонная интернет компания «АИСТ» - Дворец культуры искусства и творчества - Городская клиническая больница № 5 (Медгородок) - Волгарь (Дворец спорта, Тольятти), - Торпедо (стадион, Тольятти) - Ледовый дворец Лада Арена - Лада (хоккейный клуб) - Лада (футбольный клуб, Тольятти) - Лада (женский футбольный клуб) - Лада (гандбольный клуб) | - Академия футбола имени Юрия Коноплёва - Тольяттинский троллейбус - Спасо-Преображенский собор (Тольятти) - Православная классическая гимназия (Тольятти) - Поволжский православный институт - Тольяттинский военный технический институт - Технический парковый музей АвтоВАЗ - История транспорта (скульптурные композиции) — на улице Революционная - Железнодорожная станция Тольятти - Памятник преданности - Сатурн (кинотеатр) - Набережная Тольятти - Фиа-банк |